# Eduardo Juan Couture
Eduardo Juan Couture Etcheverry (Montevideu, 24 de maio de 1904 - 11 de maio de 1956) foi um  consagrado  jurista uruguaio, mundialmente reconhecido, contribuidor de uma teoria sobre o direito de ação, tema do Direito Processual Civil.

## Biografia
Seus pais foram Don Eduardo Couture e Sra. Aurélia Etcheverry.
Ambos os seus cursos, primário e secundário foram realizados na capital uruguaia. Em 1923 ingressou como estudante na Faculdade de Direito e Ciências Sociais da Universidade do Uruguai, em Montevidéu.
Em conseqüência das condições financeiras da sua modesta casa, aos 15 anos de idade, teve seu primeiro emprego, no Centro de Odontologia do Uruguai, instituição na qual iria permanecer vinculado até o dia de sua morte.
Já como um estudante de direito, começou a colaborar com o estudo do consultor jurídico Federico Escalada.
Em 29 de dezembro de 1927, ele recebeu um doutorado em Direito e Ciências Sociais.

## Carreira Profissional e Acadêmica
Já advogado, imediatamente começou a carreira de professor. Em 16 de junho de 1931 foi nomeado Professor substituto de Aula de Processo Civil. A aprovação de sua dissertação "O Divórcio pela vontade da mulher. Seu regime processual." deu-lhe a nomeação de professor Encarregado, foi finalmente nomeado Professor Titular do assunto  em 1936, um cargo que exerceu até à data da sua morte.
Daí em diante, rapidamente ganhou reconhecimento como um dos mais notórios juristas do seu tempo, na sequência do qual foi convidado a dar palestras e cursos em muitas universidades Américas e na Europa, foi este o modo como viajou para cidades como Paris, Nova Iorque, Roma, Viena, Lima, Buenos Aires, Havana, São Paulo, etc. Em 1955 lançou um curso de Inglês em vinte lições na Tulane University, New Orleans, E.U.A.. Em repetidas ocasiões foi nomeado para o cargo de diretor na Faculdade de Direito em Montevidéu, em 1953 foi eleito Reitor, posição na qual foi reeleito em poucos meses antes de sua morte. Também foi um membro ativo da Universidade Central Conselho, o órgão diretivo da Universidad de la Republica. Ao longo de sua carreira alternou o exercício docente com o desempenho ativo na advocacia contenciosa, nos tribunais civis, penais e até mesmo militar, também foi consultor de várias empresas e instituições e sindicatos. Por último, mas não menos importante, foi presidente da Ordem dos Advogados do Uruguai e membro da ordem de direito de várias cidades latino-americanas.

## Trabalhos
Como estudante agiu na direção de uma revista acadêmica, esteve a frente desde 1937 do "Jornal da Lei, Jurisprudência e Administração". Também colaborou em inúmeras revistas nacionais e estrangeiras. Era colunista para o jornal "El Pais" de Montevidéu, onde elaborou num espaço chamado de "Crônicas de Viagens". Posteriormente fundiu as mais relevantes matérias de suas crônicas no livro "A Região e no Mundo", publicado em 1953. Sem dúvida uma das suas maiores contribuições foi a elaboração do Projeto de Código de Processo Civil para a República Oriental do Uruguai, em âmbito da presente Lei n º 10.418 de 11 de março de 1943. O projeto foi publicado em 1945 e aceito como lei em vários países do continente.

## Reconhecimentos
Tanto na advocacia quanto nos trabalhos acadêmicos, seus escritos como foram amplamente reconhecidos em toda a sua vida. Em 1947 a Academia Nacional do Uruguai condecorou-o com o título de "questão acadêmica". Em 1950 o Ministério da Instrução Pública do Uruguai deu-lhe a Gold Medal, a mais alta recompensa a cultura oficial. Nesse mesmo ano, a República dos Estados Unidos do Brasil (hoje República Federativa do Brasil) conferiu-lhe o grau de Comendador da Ordem Nacional do Cruzeiro do Sul. Em 1951 a República Francesa  designou-lhe Chevalier de honra da Legião. Entre outras foi também autor da celebre frase: " Teu dever é lutar pelo Direito, mas se um dia encontrares o Direito em conflito com a Justiça, luta pela Justiça". Escreveu também os 10 mandamentos do Advogado, sendo constantemente reconhecido e homenageado em diversas faculdades de Direito mundo afora, principalmente por alunos.

## Morte
Eduardo Juan Couture Etcheverry morreu na madrugada de 11 de maio de 1956. Seus restos mortais foram sepultados no Cemitério Geral de Montevidéu.